# Arbre généalogique des Wettin
Cet arbre généalogique a pour vocation de recenser les descendants agnatiques de Thierry Ier de Liesgau qui ont formé la maison de Wettin.

## Descendance agnatique de ThierryIerde Liesgau
- Thierry Ier de Liesgau (920-976)
  - Dedo Ier (960-1009)
    - Thierry Ier de Lusace (990-1034)
    - Thimo Ier de Wettin (1015-1100)
      - Conrad Ier le Pieux (1098-1157)
        - Othon Ier le Riche (1125-1190)
          - Thierry Ier l'Exilé (1162-1221)
            - Henri III de Misnie (1215-1288)
              - Albert II le Dégénéré (1240-1314)
                - Frédéric Ier le Mordu (1257-1323)
                  - Frédéric II de Misnie (1310-1349)
                    - Guillaume Ier de Misnie
                    - Balthazar de Thuringe
                      - Frédéric IV de Thuringe

                    - Louis de Misnie
                    - Frédéric III de Thuringe (1332-1381)
                      - Frédéric Ier de Saxe (1370-1428) 
                        - Frédéric II de Saxe (1412-1464) 
                          - Ernest de Saxe (1441-1486) 
                            - Frédéric III de Saxe 
                            - Ernest II de Saxe 
                            - Adalbert de Saxe
                            - Jean Ier de Saxe 
                              - Jean-Frédéric Ier de Saxe (1503-1554) 
                                - Jean-Frédéric II de Saxe 
                                  - Jean-Ernest de Saxe-Eisenach 
                                  - Jean-Casimir de Saxe-Cobourg 

                                - Jean-Guillaume de Saxe-Weimar (1530-1573) 
                                  - Frédéric-Guillaume Ier de Saxe-Weimar 
                                    - Jean-Philippe de Saxe-Altenbourg
                                    - Frédéric de Saxe-Altenbourg
                                    - Frédéric-Guillaume II de Saxe-Altenbourg
                                      - Frédéric-Guillaume III de Saxe-Altenbourg

                                    - Jean-Guillaume de Saxe-Altenbourg

                                  - Jean II de Saxe-Weimar (1570-1605) ( (voir ci-après)
                                  - Jean-Frédéric III de Saxe-Gotha

                              - Jean-Ernest de Saxe-Cobourg 

                          - Albert III de Saxe 
                            - Georges de Saxe
                              - Jean de Saxe (1498-1537)
                              - Frédéric de Saxe (1504-1539)

                            - Henri IV de Saxe 
                              - Maurice de Saxe (1521-1553) 
                              - Auguste Ier de Saxe 
                                - Christian Ier de Saxe 
                                  - Christian II de Saxe 
                                  - Jean-Georges Ier de Saxe 
                                    - Jean-Georges II de Saxe 
                                      - Jean-Georges III de Saxe 
                                        - Jean-Georges IV de Saxe 
                                        - Auguste II  
                                          - Auguste III  
                                            - Frédéric IV de Saxe 
                                              - 
                                                - Frédéric-Auguste Ier 
                                                - Antoine Ier de Saxe 
                                                - Maximilien de Saxe (1759-1838)
                                                  - Frédéric-Auguste II de Saxe 
                                                  - Jean Ier de Saxe 
                                                    - Albert Ier de Saxe 
                                                    - Ernest de Saxe (1831-1847)
                                                    - Georges Ier de Saxe 
                                                      - Frédéric-Auguste III de Saxe 
                                                        - Frédéric-Christian de Saxe (1893-1968) 
                                                          - Emmanuel de Saxe 
                                                          - Albert-Joseph de Saxe 

                                                        - Ernest Henri de Saxe
                                                          - Dedo de Saxe
                                                          - Thimo de Saxe
                                                            - Ruediger de Saxe 
                                                              - Daniel de Saxe
                                                                - Gero de Saxe (2015)

                                                              - Nils de Saxe
                                                                - Moritz de Saxe (2009)

                                                          - Gero de Saxe

                                                      - Maximilien de Saxe (1870-1951)
                                                      - Albert de Saxe (1875-1900)

                                                  - Clément de Saxe

                                            - Xavier de Saxe
                                              - Ludwig Rupert von der Lausitz (1766-1782)
                                              - Joseph de Saxe (1767-1802)

                                            - Charles-Christian de Saxe
                                            - Albert de Saxe-Teschen
                                            - Clément Wenceslas de Saxe 

                                          - Maurice de Saxe (1696-1750)
                                          - Jean-Georges, chevalier de Saxe

                                    - Auguste de Saxe-Weissenfels
                                      - Jean-Adolphe Ier de Saxe-Weissenfels
                                        - Jean-Georges de Saxe-Weissenfels
                                        - Christian de Saxe-Weissenfels
                                        - Jean-Adolphe II de Saxe-Weissenfels

                                      - Auguste de Saxe-Weissenfels (1650-1674)
                                      - Christian de Saxe-Weissenfels (1652-1689)
                                      - Henri de Saxe-Weissenfels-Barby
                                        - Frédéric-Henri de Saxe-Weissenfels-Barby
                                        - Georges-Albert de Saxe-Weissenfels-Barby

                                      - Albert de Saxe-Weissenfels

                                    - Christian Ier de Saxe-Mersebourg
                                      - Christian II de Saxe-Mersebourg
                                        - Christian III Maurice de Saxe-Mersebourg
                                        - Maurice-Guillaume de Saxe-Mersebourg
                                        - Frédéric-Erdmann de Saxe-Mersebourg

                                      - Auguste de Saxe-Mersebourg-Zörbig
                                      - Philippe de Saxe-Mersebourg-Lauchstadt
                                      - Henri de Saxe-Mersebourg

                                    - Maurice de Saxe-Zeitz
                                      - Maurice-Guillaume de Saxe-Zeitz
                                        - Frédéric-Auguste de Saxe-Zeitz (1700-1710)

                                  - Auguste de Saxe (1589-1615)

                            - Frédéric de Saxe (1473-1510)

                        - Sigismond de Saxe
                        - Henri de Saxe (1422-1435)
                        - Guillaume II de Thuringe

                      - Guillaume II de Misnie
                      - Georges de Misnie

                - Thierry IV de Lusace

              - Thierry de Landsberg
                - Frédéric Tuta

          - Albert Ier de Misnie

        - Henri Ier de Wettin
          - Henri II de Wettin
          - Ulrich de Wettin
            - Henri III de Wettin

        - Thierry II de Lusace
          - 
            - Conrad de Landsberg
            - Thierry de Misnie

        - Frédéric Ier de Brehna
          - 
            - Otton Ier de Brehna
            - Frédéric II de Brehna

        - Dedo III de Lusace
          - Conrad II de Lusace

      - Dedo IV

    - Dedo II
      - Henri Ier de Misnie
        - Henri II de Misnie

      - Dedo III

## Descendance agnatique deJeanIIde Saxe-Weimar
- Jean II de Saxe-Weimar (1570-1605) 
  - Jean-Ernest Ier de Saxe-Weimar (1594-1626) 
  - Christian-Guillaume de Saxe-Weimar (1595-1595)
  - Frédéric de Saxe-Weimar (1596-1622)
  - Jean de Saxe-Weimar (1597-1604)
  - Guillaume de Saxe-Weimar (1598-1662) 
    - Guillaume de Saxe-Weimar (1626-1626)
    - Jean-Ernest II de Saxe-Weimar (1627-1683) 
      - Guillaume-Ernest de Saxe-Weimar (1662-1728) 
      - Jean-Ernest III de Saxe-Weimar (1664-1707) 
        - Jean-Guillaume de Saxe-Weimar (1686-1686)
        - Ernest-Auguste Ier de Saxe-Weimar-Eisenach (1688-1748)  
          - Guillaume-Ernest de Saxe-Weimar-Eisenach (1717-1719)
          - Jean-Guillaume de Saxe-Weimar-Eisenach (1719-1732)
          - Emmanuel-Frédéric de Saxe-Weimar-Eisenach (1725-1729)
          - Charles-Auguste de Saxe-Weimar-Eisenach (1735-1736)
          - Ernest-Auguste II de Saxe-Weimar-Eisenach (1737-1758)  
            - Charles-Auguste de Saxe-Weimar-Eisenach (1757-1828)  
              - Charles-Frédéric de Saxe-Weimar-Eisenach (1783-1853)  
                - Paul-Alexandre de Saxe-Weimar-Eisenach (1805-1806)
                - Charles-Alexandre de Saxe-Weimar-Eisenach (1818-1901)  
                  - Charles-Auguste de Saxe-Weimar-Eisenach (1844-1894)
                    - Guillaume-Ernest de Saxe-Weimar-Eisenach (1876-1923)  
                      - Charles de Saxe-Weimar-Eisenach (1912-1988)  
                        - Michael-Benedikt de Saxe-Weimar-Eisenach (1946)  

                      - Bernard-Frédéric de Saxe-Weimar-Eisenach (1917-1986)
                      - Georges-Guillaume de Saxe-Weimar-Eisenach (1921-1953)

                    - Bernard de Saxe-Weimar-Eisenach (1878-1900)

              - Bernard de Saxe-Weimar-Eisenach (1792-1862)
                - Guillaume Charles de Saxe-Weimar-Eisenach (1819-1839)
                - Édouard de Saxe-Weimar-Eisenach (1823-1902)
                - Hermann de Saxe-Weimar-Eisenach (1825-1901)
                  - Guillaume de Saxe-Weimar-Eisenach (1853-1924)
                    - Hermann de Saxe-Weimar-Eisenach (1886-1964)
                      - Alexandre d'Ostheim (1922-1943)

                    - Albert Guillaume de Saxe-Weimar-Eisenach (1886-1918)

                  - Bernard de Saxe-Weimar-Eisenach (1855-1907)
                  - Alexandre de Saxe-Weimar-Eisenach (1857-1891)
                  - Ernest de Saxe-Weimar-Eisenach (1859-1909)

              - Karl von Heygendorff (1806-1895)
              - August von Heygendorff (1810-1874)

            - Frédéric-Ferdinand-Constantin de Saxe-Weimar-Eisenach (1758-1793)

          - Ernest-Adolphe de Saxe-Weimar-Eisenach (1742-1743)

        - Charles-Frédéric de Saxe-Weimar (1695-1696)
        - Jean-Ernest de Saxe-Weimar (1696-1715)

    - Jean-Guillaume de Saxe-Weimar (1630-1639)
    - Adolphe-Guillaume de Saxe-Eisenach (1632-1658) 
      - Charles-Auguste de Saxe-Eisenach (1664-1665)
      - Frédéric-Guillaume de Saxe-Eisenach (1665-1665)
      - Adolphe-Guillaume de Saxe-Eisenach (1666-1666)
      - Ernest-Auguste de Saxe-Eisenach (1667-1668)
      - Guillaume-Auguste de Saxe-Eisenach (1668-1671) 

    - Jean-Georges Ier de Saxe-Eisenach (1634-1686) 
      - Frédéric-Auguste de Saxe-Eisenach (1663-1684)
      - Jean-Georges II de Saxe-Eisenach (1665-1698) 
      - Jean-Guillaume de Saxe-Eisenach (1666-1729) 
        - Guillaume-Henri de Saxe-Eisenach (1691-1741) 

    - Bernard de Saxe-Iéna (1638-1678)
      - Guillaume de Saxe-Iéna (1664-1666)
      - Bernard de Saxe-Iéna (1667-1668)
      - Jean-Guillaume de Saxe-Iéna (1675-1690)

  - Albert de Saxe-Eisenach (1599-1644)
  - Jean-Frédéric de Saxe-Weimar (1600-1628)
  - Ernest Ier de Saxe-Gotha (1601-1675)  
    - Jean-Ernest de Saxe-Gotha (1638-1668)
    - Jean-Ernest de Saxe-Gotha (1641-1657)
    - Christian de Saxe-Gotha (1642-1642)
    - Frédéric Ier de Saxe-Gotha-Altenbourg (1646-1691)  
      - Frédéric II de Saxe-Gotha-Altenbourg (1676-1732)  
        - Frédéric III de Saxe-Gotha-Altenbourg (1699-1772)  
          - Frédéric de Saxe-Gotha (1735-1756)
          - Louis de Saxe-Gotha (1735-1735)
          - Ernest II de Saxe-Gotha-Altenbourg (1745-1804)  
            - Ernest de Saxe-Gotha-Altenbourg (1770-1779)
            - Auguste de Saxe-Gotha-Altenbourg (1772-1822)  
            - Frédéric IV de Saxe-Gotha-Altenbourg (1774-1825)  
            - Louis de Saxe-Gotha-Altenbourg (1777-1777)

          - Auguste de Saxe-Gotha-Altenbourg (1747-1806)

        - Guillaume de Saxe-Gotha-Altenbourg (1701-1771)
        - Jean-Auguste de Saxe-Gotha-Altenbourg (1704-1767)
        - Christian Guillaume de Saxe-Gotha-Altenbourg (1706-1748)
        - Louis de Saxe-Gotha-Altenbourg (1707-1763)
        - Maurice de Saxe-Gotha-Altenbourg (1711-1777)
        - Jean-Adolphe de Saxe-Gotha-Altenbourg (1721-1799)
          - Frédéric Adolphe de Saxe-Gotha-Altenbourg (1760-1760)
          - Adolphe Christian Charles de Saxe-Gotha-Altenbourg (1765-1835)

      - Jean-Guillaume de Saxe-Gotha-Altenbourg (1677-1707)

    - Albert de Saxe-Cobourg (1648-1699) 
      - Ernest Auguste de Saxe-Cobourg (1677-1678)

    - Bernard Ier de Saxe-Meiningen (1649-1706) 
      - Ernest-Louis Ier de Saxe-Meiningen (1672-1724) 
        - Joseph Bernard de Saxe-Meiningen (1706-1724)
        - Ernest-Louis II de Saxe-Meiningen (1709-1729) 
        - Charles-Frédéric de Saxe-Meiningen (1712-1743) 

      - Bernard de Saxe-Meiningen (1673-1694)
      - Frédéric-Guillaume de Saxe-Meiningen (1679-1746) 
      - Georges-Ernest de Saxe-Meiningen (1680-1699)
      - Antoine-Ulrich de Saxe-Meiningen (1687-1763) 
        - Bernard de Saxe-Meiningen (1716-1778)
        - Charles de Saxe-Meiningen (1721-1727)
        - Frédéric de Saxe-Meiningen (1725-1725)
        - Charles de Saxe-Meiningen (1754-1782) 
        - Frédéric de Saxe-Meiningen (1756-1761)
        - Georges Ier de Saxe-Meiningen (1761-1803) 
          - Bernard II de Saxe-Meiningen (1800-1882) 
            - Georges II de Saxe-Meiningen-Hildburghausen (1826-1914) 
              - Bernard III de Saxe-Meiningen-Hildburghausen (1851-1928)  
              - Georges-Albert de Saxe-Meiningen (1852-1855)
              - Ernest de Saxe-Meiningen (1859-1941)  
                - Georg Wilhelm de Saalfeld (1893-1916)
                - Ernst de Saalfeld (1896-1915)
                - Ralf Erich de Saalfeld (1900-1947)
                - Sven Hans de Saalfeld (1903-1998)
                - Heinrich de Saalfeld (1908-1941)

              - Frédéric-Jean de Saxe-Meiningen (1861-1914)
                - Georges III de Saxe-Meiningen-Hildburghausen (1892-1946)  
                  - Antoine-Ulrich de Saxe-Meiningen-Hildburghausen (1919-1940)
                  - Frédéric-Alfred de Saxe-Meiningen-Hildburghausen (1921-1997)

                - Ernest de Saxe-Meiningen (1895-1914)
                - Bernard IV de Saxe-Meiningen (1901-1984)  
                  - Frédéric-Ernest de Saxe-Meiningen (1935-2004)
                    - Constantin de Saxe-Meiningen (1980)

                  - Frédéric-Conrad de Saxe-Meiningen (1952)  

              - Victor de Saxe-Meiningen (1865-1865)

    - Henri de Saxe-Römhild (1650-1710)
    - Christian de Saxe-Eisenberg (1653-1675)
    - Ernest III de Saxe-Hildburghausen (1655-1715) 
      - Ernest-Frédéric Ier de Saxe-Hildburghausen (1681-1724) 
        - Ernest de Saxe-Hildburghausen (1704-1704)
        - Ernest de Saxe-Hildburghausen (1707-1707)
        - Ernest-Frédéric II de Saxe-Hildburghausen (1707-1745) 
          - Ernest-Frédéric III de Saxe-Hildburghausen (1727-1780) 
            - Frédéric Ier de Saxe-Hildburghausen (1763-1834) 
              - Frédéric de Saxe-Altenbourg (1786-1786)
              - Joseph de Saxe-Altenbourg (1789-1868) 
              - Georges de Saxe-Altenbourg (1796-1848) 
                - Ernest Ier de Saxe-Altenbourg (1826-1908) 
                  - Georges de Saxe-Altenbourg (1856-1856)

                - Albert de Saxe-Altenbourg (1827-1835)
                - Maurice-François de Saxe-Altenbourg (1829-1907)
                  - Ernest II de Saxe-Altenbourg (1871-1955) 
                    - Georges-Maurice de Saxe-Altenbourg (1900-1991) 
                    - Frédéric-Ernest de Saxe-Altenbourg (1905-1985)

              - Frédéric de Saxe-Altenbourg (1801-1870)
              - Édouard de Saxe-Altenbourg (1804-1852)
                - Louis de Saxe-Altenbourg (1839-1844)
                - Jean de Saxe-Altenbourg (1841-1844)
                - Albert de Saxe-Altenbourg (1843-1902)

          - Eugène de Saxe-Hildburghausen (1730-1795)

        - Frédéric de Saxe-Hildburghausen (1709-1710)
        - Louis-Frédéric de Saxe-Hildburghausen (1710-1759)
        - Emmanuel de Saxe-Hildburghausen (1715-1718)
        - Georges de Saxe-Hildburghaunsen (1720-1720)

      - Charles-Guillaume de Saxe-Hildburghausen (1686-1687)
      - Joseph-Frédéric de Saxe-Hildburghausen (1702-1787)

    - Jean-Philippe de Saxe-Saalfeld (1657-1657)
    - Jean-Ernest de Saxe-Saalfeld (1658-1729) 
      - Christian-Ernest de Saxe-Cobourg-Saalfeld (1683-1745) 
      - François-Josias de Saxe-Cobourg-Saalfeld (1697-1764) 
        - Ernest Frédéric de Saxe-Cobourg-Saalfeld (1724-1800)  
          - François de Saxe-Cobourg-Saalfeld (1750-1806)  
            - Ernest Ier de Saxe-Cobourg et Gotha (1784-1844)   
              - Ernest II de Saxe-Cobourg et Gotha (1818-1893)  
              - Albert de Saxe-Cobourg-Gotha (1819-1861)
                - Édouard VII du Royaume-Uni (1841-1910)   
                  - Albert Victor de Clarence (1864-1892)
                  - George V du Royaume-Uni (1865-1936)   
                    - Édouard VIII du Royaume-Uni (1894-1972)   
                    - George VI du Royaume-Uni (1895-1952)   
                    - Henry de Gloucester (1900-1974)
                      - William de Gloucester (1941-1972)
                      - Richard de Gloucester (1944)
                        - Alexander Windsor (1974)
                          - Xan Windsor (2007)

                    - George de Kent (1902-1942)
                      - Edward de Kent (1935)
                        - George Windsor (1962)
                          - Edward Windsor (1988)

                        - Nicholas Windsor (1970)
                          - Albert Windsor (2007)
                          - Leopold Windsor (2009)
                          - Louis Windsor (2014)

                      - Michael de Kent (1942)
                        - Frederick Windsor (1979)

                    - John du Royaume-Uni (1905-1919)

                  - Alexander du Royaume-Uni (1871-1871)

                - Alfred Ier de Saxe-Cobourg et Gotha (1844-1900)  
                  - Alfred de Saxe-Cobourg-Gotha (1874-1899)

                - Arthur de Connaught et Strathearn (1850-1942)
                  - Arthur de Connaught et Strathearn (1883-1938)
                    - Alastair de Connaught et Strathearn (1914-1943)

                - Léopold d'Albany (1853-1884)
                  - Charles-Édouard de Saxe-Cobourg et Gotha (1884-1954)  
                    - Jean-Léopold de Saxe-Cobourg et Gotha (1906-1972)
                      - Ernest-Léopold de Saxe-Cobourg et Gotha (1935-1996)
                        - Hubertus de Saxe-Cobourg et Gotha (1961)
                          - Sebastian Hubertus de Saxe-Cobourg et Gotha (1994)

                    - Hubertus de Saxe-Cobourg et Gotha (1909-1943)
                    - Frédéric-Josias de Saxe-Cobourg et Gotha (1918-1998)  
                      - Andreas de Saxe-Cobourg et Gotha (1943)  
                        - Hubertus de Saxe-Cobourg et Gotha (1975)
                          - Philipp de Saxe-Cobourg et Gotha (2015)

                        - Alexander de Saxe-Cobourg et Gotha (1977)

                      - Adrien de Saxe-Cobourg et Gotha (1955-2011)

            - Ferdinand de Saxe-Cobourg-Gotha (1785-1851)
              - Ferdinand II de Portugal (1816-1885) 
                - Pierre V de Portugal (1837-1853) 
                - Louis Ier de Portugal (1838-1889) 
                  - Charles Ier de Portugal (1863-1908) 
                    - Louis-Philippe de Bragance (1887-1908)
                    - Manuel II de Portugal (1889-1932) 

                  - Alphonse de Bragance (1865-1920)

                - Jean de Portugal (1842-1861)
                - Ferdinand de Portugal (1846-1861)
                - Auguste de Portugal (1847-1889)

              - Auguste de Saxe-Cobourg-Gotha (1818-1881)
                - Philippe de Saxe-Cobourg-Gotha (1844-1921)
                  - Léopold de Saxe-Cobourg-Gotha (1878-1916)

                - Auguste de Saxe-Cobourg-Kohary (1845-1907)
                  - Pierre de Saxe-Cobourg-Gotha (1866-1934)
                  - Auguste de Saxe-Cobourg-Gotha (1867-1922)
                    - Auguste de Saxe-Cobourg-Gotha (1895-1909)
                    - Rainer de Saxe-Cobourg-Gotha (1900-1945)
                      - Johannes Heinrich de Saxe-Cobourg-Gotha (1931-2010)
                        - Johannes de Saxe-Cobourg-Gotha (1969-1987)

                    - Philipp Josias de Saxe-Cobourg-Gotha (1901-1985)
                      - Philipp August de Saxe-Cobourg-Gotha (1944-2014)
                        - Maximilian de Saxe-Cobourg-Gotha (1972)
                        - Alexander Ernst de Saxe-Cobourg-Gotha (1978)

                      - Ernst de Saxe-Cobourg-Gotha (1907-1978)

                  - Joseph de Saxe-Cobourg-Gotha (1869-1888)
                  - Louis de Saxe-Cobourg-Gotha (1870-1942)
                    - Antoine de Saxe-Cobourg-Gotha (1901-1970)

                - Ferdinand Ier de Bulgarie (1861-1948) 
                  - Boris III de Bulgarie (1894-1943) 
                    - Siméon II de Bulgarie (1937) 
                      - Kardam de Bulgarie (1962-2015)
                        - Boris de Bulgarie (1997)
                        - Beltrán de Tarnovo (1999)

                      - Kiril de Preslav (1964)
                        - Tassilo de Preslav (2002)

                      - Kubrat de Bulgarie (1965)
                        - Mirko de Panagyurichté (1995)
                        - Lukás de Panagyurichté (1997)
                        - Tirso de Panagyurichté (2002)

                      - Konstantin Asen de Bulgarie (1972)
                        - Umberto de Vidine (1999)

                  - Cyrille de Bulgarie (1895-1945)

              - Léopold de Saxe-Cobourg-Gotha (1824-1884)

            - Léopold Ier de Belgique (1790-1865) 
              - Louis-Philippe de Belgique (1833-1834)
              - Léopold II de Belgique (1835-1909) 
                - Léopold de Belgique (1859-1869)

              - Philippe de Belgique (1837-1905)
                - Baudouin de Belgique (1869-1891)
                - Albert Ier de Belgique (1875-1934) 
                  - Léopold III de Belgique (1901-1983) 
                    - Baudouin de Belgique (1930-1993) 
                    - Albert II de Belgique (1934) 
                      - Philippe de Belgique (1960) 
                        - Gabriel de Belgique (2003)
                        - Emmanuel de Belgique (2005)

                      - Laurent de Belgique (1963)
                        - Nicolas de Belgique (2005)
                        - Aymeric de Belgique (2005)

                    - Alexandre de Belgique (1942-2009)

                  - Charles de Belgique (1903-1983)

          - Charles Guillaume de Saxe-Cobourg-Saalfeld (1751-1757)
          - Louis de Saxe-Cobourg-Saalfeld (1755-1806)
          - Ferdinand Auguste de Saxe-Cobourg-Saalfeld (1756-1758)
          - Frédéric de Saxe-Cobourg-Saalfeld (1758-1758)

        - Jean-Guillaume de Saxe-Cobourg-Saalfeld (1726-1745)
        - Christian François de Saxe-Cobourg-Saalfeld (1730-1797)
        - Frédéric Josias de Saxe-Cobourg-Saalfeld (1737-1815)

    - Jean de Saxe-Saalfeld (1661-1662)

  - Albert de Saxe-Eisenach (1599-1644)
  - Bernard de Saxe-Weimar (1604-1639)

### Titres Saxons
: Duc de Saxe
 : Duc de Saxe-Gotha
 : Duc de Saxe-Weimar
 : Duc de Saxe-Altenburg
 :Duc de Saxe-Cobourg
 : Duc de Saxe-Eisenach
 : Duc de Saxe-Meiningen
 : Duc de Saxe-Saalfeld

### Autres titres
: Roi de Hongrie
 : Roi de Pologne
 : Roi des Bulgares
 : Roi des Belges
 : Roi d'Angleterre
 : Roi d'Ecosse
 : Roi d'Irlande